# Black Is the Color of My True Love’s Hair
Black Is the Color of My True Love’s Hair — первый мини-альбом американской рок-группы The Twilight Singers, выпущен в 2003 году.

## Критика
«Все три песни демонстрируют многоуровневый звук, уверенно записанный и умно смикшированный. Титульная композиция записи — отличный пример того, как гитары, фортепиано, бас и перкуссия движутся в ритмический унисон, ни один из элементов не противоречит и не подавляет другой. Безраздельного внимания требует вокал Дулли, тёплый и манящий» — написал редактор музыкального сайта Delusions of Adequacy Джастин Веллуччи.
Рецензент журнала Pitchfork Стивен М. Дьюснер предположил, что в интерпретации песни «Black Is the Color of My True Love’s Hair», известной в Аппалачи с начала XX века, Дулли открыл садомазохистский подтекст. Обозреватель ресурса Drowned in Sound Ник Коуэн отметил «гитарные волны в духе барабанного боя самбы, нежное фортепиано и воркующий голос, которые готовят слушателей к мелодраматической кульминации трека, где гитара пронзает вопль тёмного сердца Дулли».

## Список композиций
| №  | Название                                    | Длительность |
| -- | ------------------------------------------- | ------------ |
| 1. | «Black Is the Color of My True Love’s Hair» | 4:24         |
| 2. | «Domani»                                    | 3:53         |
| 3. | «Son of the Morning Star»                   | 4:56         |